# Sotatunturi
Sotatunturi är en kulle i Finland. Den ligger i Savukoski i landskapet Lappland, i den norra delen av landet, 900 km norr om huvudstaden Helsingfors. Toppen på Sotatunturi är 391 meter över havet, eller 159 meter över den omgivande terrängen. Bredden vid basen är 3,6 km.
Terrängen runt Sotatunturi är huvudsakligen platt.Trakten runt Sotatunturi är nära nog obefolkad, med mindre än två invånare per kvadratkilometer. Det finns inga samhällen i närheten. == Kommentarer ==
1. ↑  Position justerad utifrån höjddata (DEM 3") från Viewfinder Panoramas.[1] Mer om algoritmen finns här: Användare:Lsjbot/Algoritmer.
2. ↑  Framräknat ur höjduppgifter (DEM 3") från Viewfinder Panoramas.[1] Mer om algoritmen finns här: Användare:Lsjbot/Algoritmer.
3. ↑  Primärfaktor framräknad ur höjddata (DEM 3") från Viewfinder Panoramas.[1] Mer om algoritmen finns här: Användare:Lsjbot/Algoritmer.
4. ↑  Största utsträckningen av den höjdkurva som ger primärfaktorn.
5. ↑  Framräknat ur variansen i alla höjduppgifter (DEM 3") från Viewfinder Panoramas, inom 10 km radie.[1] Mer om algoritmen finns här: Användare:Lsjbot/Algoritmer.